# Blaslay
Blaslay est une ancienne commune du Centre-Ouest de la France, située dans le département de la Vienne en région Nouvelle-Aquitaine. Le 1er janvier 2017 Blaslay est devenue une commune déléguée de la commune nouvelle de Saint-Martin-la-Pallu.
Ses habitants sont appelés les Blaslaysiens.

## Géographie

### Géologie et relief
La région de Blaslay présente un paysage de plaines vallonnées plus ou moins boisées, de terres viticoles et de plaines de champs ouverts . Le terroir se compose  :
- d'argilo pour 18 % sur les collines et les dépressions sableuses des bordures du Bassin Parisien,
- de groies pour 71 % dans les plaines (Les groies sont des terres du sud-ouest de la France, argilo-calcaires, peu profondes - en général de moins de 50 cm d’épaisseur – et  plus ou moins riches en cailloux. Elles sont fertiles et saines et donc, propices à la polyculture céréalière),
- de calcaire pour 10 % dans les vallées et les terrasses alluviales.

### Hydrographie
La commune est traversée par la Palu sur 6 km.

### Climat
Le climat est océanique avec des étés tempérés.

## Toponymie
Le nom du village proviendrait d'un nom de lieu d'origine germanique Badalaïus qui apparait dans les textes au VIIIe siècle.

## Politique et administration

### Liste des maires
| Période      | Période  | Identité           | Étiquette | Qualité |
| ------------ | -------- | ------------------ | --------- | ------- |
| janvier 2017 | En cours | Christian Boisseau |           |         |

| Période   | Période       | Identité           | Étiquette | Qualité |
| --------- | ------------- | ------------------ | --------- | ------- |
| mars 2001 | mars 2008     | Jacky Vaye         |           |         |
| mars 2008 | décembre 2016 | Christian Boisseau |           |         |

### Instances judiciaires et administratives
La commune relève du tribunal d'instance de Poitiers, du tribunal de grande instance de Poitiers, de la cour d'appel  Poitiers, du tribunal pour enfants de Poitiers, du conseil de prud'hommes de Poitiers, du tribunal de commerce de Poitiers, du tribunal administratif de Poitiers et de la cour administrative d'appel  de  Bordeaux, du tribunal des pensions de Poitiers, du tribunal des affaires de la Sécurité sociale de la Vienne, de la cour d’assises de la Vienne.

## Démographie
L'évolution du nombre d'habitants est connue à travers les recensements de la population effectués dans la commune depuis 1793. À partir du 1er janvier 2009, les populations légales des communes sont publiées annuellement dans le cadre d'un recensement qui repose désormais sur une collecte d'information annuelle, concernant successivement tous les territoires communaux au cours d'une période de cinq ans. 
Pour les communes de moins de 10 000 habitants, une enquête de recensement portant sur toute la population est réalisée tous les cinq ans, les populations légales des années intermédiaires étant quant à elles estimées par interpolation ou extrapolation. Pour la commune, le premier recensement exhaustif entrant dans le cadre du nouveau dispositif a été réalisé en 2007,.
En 2014, la commune comptait 576 habitants, en évolution de +9,71 % par rapport à 2009 (Vienne : +1,68 %, France hors Mayotte : +2,49 %).
| 1793 | 1800 | 1806 | 1821 | 1831 | 1836 | 1841 | 1846 | 1851 |
| ---- | ---- | ---- | ---- | ---- | ---- | ---- | ---- | ---- |
| 138  | 228  | 221  | 195  | 278  | 265  | 258  | 276  | 314  |

| 1856 | 1861 | 1866 | 1872 | 1876 | 1881 | 1886 | 1891 | 1896 |
| ---- | ---- | ---- | ---- | ---- | ---- | ---- | ---- | ---- |
| 306  | 316  | 319  | 383  | 399  | 448  | 463  | 463  | 437  |

| 1901 | 1906 | 1911 | 1921 | 1926 | 1931 | 1936 | 1946 | 1954 |
| ---- | ---- | ---- | ---- | ---- | ---- | ---- | ---- | ---- |
| 408  | 421  | 400  | 431  | 465  | 421  | 425  | 401  | 423  |

| 1962 | 1968 | 1975 | 1982 | 1990 | 1999 | 2007 | 2011 | 2014 |
| ---- | ---- | ---- | ---- | ---- | ---- | ---- | ---- | ---- |
| 403  | 398  | 377  | 377  | 403  | 452  | 507  | 549  | 576  |

En 2008, la densité de population de la commune était de 27 hab./km2, 61 hab./km2 pour le département, 68 hab./km2 pour la région Poitou-Charentes et 115 hab./km2 pour la France.

## Économie
Selon la direction régionale de l'Alimentation, de l'Agriculture et de la Forêt de Poitou-Charentes, il n'y a plus que 17 exploitations agricoles en 2010 contre 27 en 2000. 
Les surfaces agricoles utilisées ont augmenté de 22 % et sont passées de 1 417 hectaresen 2000 à 1 732 hectares en 2010. Ces chiffres indiquent une concentration des terres sur un nombre plus faible d’exploitations. Cette tendance est conforme à l’évolution  constatée sur tout le département de la Vienne puisque de 2000 à 2007, chaque exploitation a gagné en moyenne 20 hectares.
54 % des surfaces agricoles sont destinées à la culture des céréales (blé tendre essentiellement mais aussi orges et maïs), 23 % pour les oléagineux (colza et tournesol) et 8 % pour le fourrage. En 2010, 79 hectares (48 hectares en 2000) sont consacrés à la vigne pour la production des Haut-Poitou AOC. Le vignoble est réparti sur 10 exploitations (14 en 2000).
L'élevage est peu important : uniquement des bovins (331 têtes en 2010) réparti sur trois fermes. En 2000, cet élevage n'existait pas.

## Culture locale et patrimoine

### Lieux et monuments

#### Patrimoine religieux
• Le dolmen des Fontaines est isolé dans les champs. Ce mégalithe reste un témoin d'une présence humaine sur le territoire de la commune au cours du néolithique. Avec, le développement de l'agriculture intensive, et surtout à partir de 1955, avec le début du remembrement, nombre de dolmens ont été démantelés. Celui-ci est donc un vestige précieux même si les mégalithes sont nombreux dans la vallée de La Palu. Le dolmen des Fontaines est en grès. À l'origine, il était recouvert de pierres et de terre pour former une butte artificielle appelée tumulus. Une entrée permettait d'y accéder pour y placer les morts. Érodée par le temps et la pluie, la butte s'est dégradée et seules les plus grosses pierres sont restées. Les tumulus de Bougon dans le département voisin des Deux-Sèvres permettent de se donner une idée de ce que devait être ces sites à la préhistoire.
• Église Saint-Martin (XIIIe siècle). Elle est inscrite à l'Inventaire général du patrimoine culturel.

#### Patrimoine naturel
La commune contient une zone naturelle d'intérêt écologique, faunistique et floristique (ZNIEFF) qui couvre 72 % de la surface communale : les plaines du Mirebalais et du Neuvillois. Elles sont aussi classées par la Directive oiseaux qui assure la protection des oiseaux sauvages et de leurs biotopes.

### Personnalités liées à la commune
- Antoine de La Duguie, écuyer, seigneur de La Mauvinière (Blaslay). Il est docteur en droit et professeur en l'Université de Poitiers. Il est reçu échevin de la ville de Poitiers à la mort de Jean Rat (13 mars 1556)[13].